# Hîciv, Volodarsk-Volînskîi
Hîciv (în ucraineană Хичів) este un sat în comuna Nebij din raionul Volodarsk-Volînskîi, regiunea Jîtomîr, Ucraina.

## Demografie
Componența lingvistică a localității Hîciv
     Ucraineană (99,25%)
     Alte limbi (0,75%)
Conform recensământului din 2001, majoritatea populației localității Hîciv era vorbitoare de ucraineană (99,25%), existând în minoritate și vorbitori de alte limbi.